# Діон Хрисостом

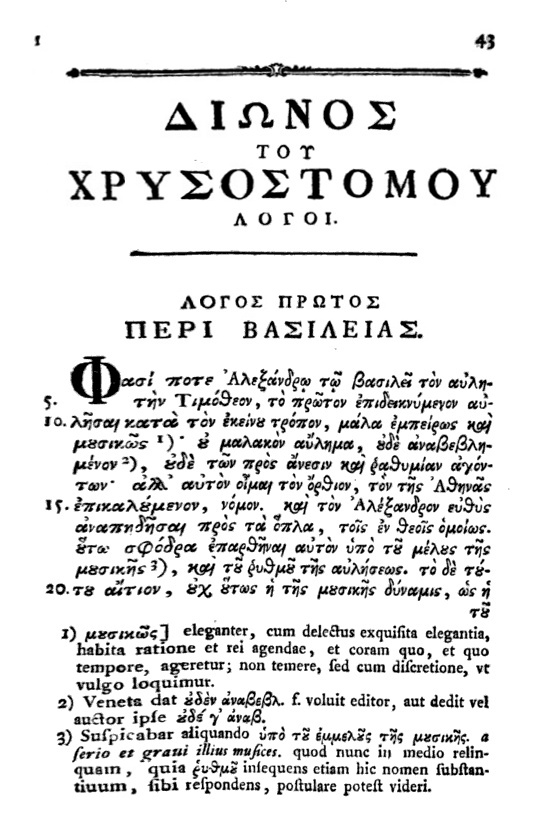
Промова Діона Хрисостома

Діо́н Хрисосто́м (також Хризостом, дав.-гр. Δίων Χρυσόστομος; римське ім'я Діо́н Кокце́ній лат. Dio Cocceianus; 40 — 120) — давньогрецький красномовець часів Стародавнього Риму. Мав прізвисько Хрисостом, тобто Златомовець / Золотоустий.

## Життєпис
Був сином Пасікрата. Народився у місті Пруса, римська провінція Віфінія. Його батько мав достатньо коштів, щоб надати Діону гарну освіту. Під час правління імператора Веспасіана Флавія, десь у 70-х роках Діон переїхав до Риму.
Спершу він був ритором й навіть складав промови проти філософії, але потім до філософії його долучив Музоній Руф. З приходом до влади імператора Доміціана Діон виступав з критикою дій володаря. За це його у 82 році відправили у заслання. Під час своїх подорожей Діон відвідав провінції Місія, Фракія, Македонія, Ахейя. У Північному Причорномор'ї він також відвідав місто Ольвію (на території сучасної України).
У 96 році Доміціана було вбито, а новим імператором став Марк Кокцей Нерва, який був другом Діона. Тому в тому же році Діон Хрисостом повернувся до Риму. Вдячний Діон додав до свого імені фамілію імператора й стає Кокценієм. З цього моменту почалася бурхлива діяльність Діона як красномовця.
Наприкінці життя — десь у 111 році він повернувся до рідного міста Пруса, де обіймав видатне становище. Тут він й помер у 120 році.

## Творчість
Збереглося 80 промов Діона Хрисостома. Вони невеличкі за обсягом. Головним чином торкаються моральних та художніх тем, зокрема переробка літературних творів. Наприклад трьох «Філоктетів» Есхіла, Софокла, Евріпіда. Також Діон виступав з клопотаннями перед імператором за міста та людей. Є промови, що славлять імператорську владу.
Цікавими є «Борисфенівська промова», де йдеться про відвідування міста Ольвія та гирла Дніпра, та «Евбейська промова», в якій надається опис життя мешканців острова Евбея.
Промови Діона Хрисостом написані чудовою грецькою мовою, з багатьма діалоговими сценками. Діон багато посилається на Гомера та цитує його, часто використовує приклади з життя Сократа та Діогена.
У своїй промові «Про удачу» він зокрема описав Демонассу з Кіпру, яка була взірцем жіночності й разом з тим створила декілька законів для жителів острова і дала їх застосувати проти своїх дітей, які їх порушили.